# Óbidos (flygplats)
Óbidos är en flygplats i Brasilien.   Den ligger i kommunen Óbidos och delstaten Pará, i den centrala delen av landet, 1 800 km nordväst om huvudstaden Brasília. Óbidos ligger 91 meter över havet.
Terrängen runt Óbidos är huvudsakligen platt. Óbidos ligger uppe på en höjd. Närmaste större samhälle är Ábidos, 5,5 km söder om Óbidos.
I omgivningarna runt Óbidos växer i huvudsak städsegrön lövskog. Trakten runt Óbidos är nära nog obefolkad, med mindre än två invånare per kvadratkilometer.